# گودامبونگ
گودامبونگ (به لاتین: Gudambong) یک کوه و قله در کره جنوبی است که در استان چونگچئونگ شمالی واقع شده‌است. گودامبونگ ۳۳۰ متر بالاتر از سطح دریا واقع شده‌است.